# Jannes Wieckhoff
Jannes Luca Wieckhoff (* 2. August 2000 in Schenefeld) ist ein deutscher Fußballspieler. 
Er spielte in den Jugendmannschaften der beiden Hamburger Vereine Hamburger SV sowie FC St. Pauli und gab im Trikot der „Kiezkicker“ im Jahr 2020 sein Profidebüt. Im Sommer 2023 wechselt er zum niederländischen Erstligisten Heracles Almelo.

## Karriere
Wieckhoff hatte in seinem Geburtsort Schenefeld, einem Ort im Hamburger Umland, bei Blau-Weiß 96 Schenefeld Fußball gespielt, bevor er in das Nachwuchsleistungszentrum des Hamburger SV wechselte und später zum Stadtrivalen FC St. Pauli ging. Am 19. Mai 2019 debütierte Wieckhoff für die zweite Mannschaft. Im Sommer 2020 erhielt er seinen ersten Profivertrag beim FC St. Pauli. Am 1. Spieltag der Saison 2020/21 debütierte er beim 2:2-Unentschieden gegen den VfL Bochum, als er von Beginn an spielte. Am folgenden Spieltag schoss er gegen den 1. FC Heidenheim sein erstes Profitor.
Wieckhoff wechselt in der Sommertransferperiode der Saison 2023/24 in die niederländische Eredivisie zum Aufsteiger Heracles Almelo, wo er einen Vertrag bis Mitte 2026 mit einer Option auf eine Verlängerung um eine weitere Saison unterschrieb.